# إيليس بريري (ميزوري)
إيليس بريري (بالإنجليزية: Ellis Prairie)‏ هي إحدى المجتمعات الفردية (غير مصنفة) في ولاية ميزوري في الولايات المتحدة الأمريكية.